# Роберт Буше
Роберт Буше (англ. Robert Boucher, нар. 14 лютого 1904, Оттава — пом. 10 червня 1931) — канадський хокеїст, що грав на позиції центрального нападника.

## Сім'я
Мав шістьох братів та двох сестер, три брати також грали в НХЛ — Френк, Джордж та Біллі. Він також дядько головного тренера олімпійських чемпіонів 1948 Френка Буше.

## Ігрова кар'єра
Професійну хокейну кар'єру розпочав 1923 року.
Усю професійну клубну ігрову кар'єру, що тривала 7 років, провів, захищаючи кольори команди «Монреаль Канадієнс» за який виступав лише один сезон 1923—1924 років відігравши 16 матчів, закинувши одну шайбу, включаючи 5 ігор Кубка Стенлі. Володар Кубка Стенлі в складі «канадієнс».

## Смерть
Помер у 27 років від туберкульозу. Похований на кладовищі Нотр-Дам поруч зі своїми батьками.